# Maison Donaldson
La maison Donaldson est un bâtiment résidentiel construit de 1872 à 1876 dans la municipalité de Roberval..

## Histoire
La maison Donaldson a été construite entre 1872 et 1876 par Elzéar Danielson dit Donaldson (1844-1913), cordonnier et commerçant originaire de Charlevoix. Il ouvre une cordonnerie dans la partie nord de la maison. Quelque année plus tard, il y ajoute un magasin général. Profitant de l'essor économique de Roberval, il devient conseiller municipal entre 1881 et 1887. 
À sa mort en 1913, son fils Joseph conserve le magasin général, mais ferme la cordonnerie. Deux pompes à essence et un restaurant sont ajoutés en 1934. Les commerces ferment en 1941 suite au ralentissement économique. La maison subit des modification importantes dans les années 1940, les pièces commerciales sont recyclé en espace résidentiel une grande lucarne est ajouter à l'arrière afin de rendre l'espace habitable. La famille Donaldson occupait toujours la maison en 2004. 
La maison est reconnu comme monument historique par le ministre des Affaires culturelles le 17 décembre 1982. Elle est classée le 19 octobre 2012 lors de l'entrée en vigueur de la Loi sur le patrimoine culturel. La protection inclus, l’extérieur, l'intérieur, mais pas le terrain. 

## Architecture
La maison Donaldson est typique des maisons québécoises d'inspiration néo-classique. 

## Voir plus